# Université d'Orozgân
L'université d'Orozgân (en pachto : اروزګان پوهنتون) est une université publique afghane située à Tarin Kôt, dans la province d'Orozgân.